# Горшков Леонід Олександрович
Леонід Олександрович Горшков (нар. 5 липня 1930, Сучанський Рудник Далекосхідного краю, тепер місто Партизанськ Приморського краю, Російська Федерація — 3 вересня 1994, місто Москва) — радянський державний діяч, 1-й секретар Кемеровського обласного комітету КПРС, заступник голови Ради міністрів Російської РФСР. Член ЦК КПРС у 1976—1990 роках. Депутат Верховної Ради Російської РФСР 8-го скликання. Депутат Верховної Ради СРСР 9—11-го скликань. Народний депутат СРСР (1989—1991).

## Життєпис
Народився в родині робітника-шахтаря. У 1948—1950 роках — учень Сучанського гірничого технікуму Приморського краю.
У 1952 році закінчив Сибірський гірничо-металургійний інститут в місті Сталінську (тепер Новокузнецьку) Кемеровської області.
Член ВКП(б) з 1952 року.
У 1952—1954 роках — помічник начальника, начальник дільниці; помічник головного інженера, 1-й заступник начальника шахти імені Вахрушева тресту «Кисельовськвугілля» міста Кисельовська Кемеровської області.
У 1954—1957 роках — секретар партійного комітету шахти «Тайбінська» комбінату «Прокоп'євськвугілля» Кемеровської області.
У 1957—1960 роках — 2-й секретар Кисельовського міського комітету КПРС Кемеровської області.
У 1960 році знятий з партійної роботи за відмову від направлення на роботу до сільського районного комітету КПРС, переведений на шахту імені Вахрушева тресту «Кисельовськвугілля». У 1961—1963 роках — начальник Кисельовського шахтобудівельного управління Кемеровської області.
У 1963—1964 роках — 1-й секретар Кисельовського міського комітету КПРС Кемеровської області.
У 1964—1967 роках — завідувач відділу вугільної промисловості Кемеровського обласного комітету КПРС.
У 1967—1968 роках — секретар Кемеровського обласного комітету КПРС.
У 1968 — 24 вересня 1974 року — 2-й секретар Кемеровського обласного комітету КПРС.
24 вересня 1974 — 12 квітня 1985 року — 1-й секретар Кемеровського обласного комітету КПРС.
26 березня 1985 — 14 липня 1990 року — заступник голови Ради міністрів Російської РФСР.
З липня 1990 року — персональний пенсіонер союзного значення в Москві.
Помер 3 вересня 1994 року. Похований в Москві на Троєкуровському цвинтарі.

## Нагороди і звання
- орден Леніна (4.07.1980)
- орден Жовтневої Революції
- орден Трудового Червоного Прапора
- орден «Знак Пошани»
- медалі